# Emsdetten
Emsdetten è una città di 35 927 abitanti della Renania Settentrionale-Vestfalia, in Germania.
Appartiene al distretto governativo (Regierungsbezirk) di Münster ed al circondario (Kreis) di Steinfurt (targa ST).
Emsdetten si fregia del titolo di "Media città di circondario" (Mittlere kreisangehörige Stadt).